# Microsoft Forefront Threat Management Gateway
Microsoft Forefront Threat Management Gateway (afgekort Forefront TMG, voorheen Microsoft Internet Security and Acceleration Server en afgekort als ISA Server) is een firewall en proxyserver van Microsoft voor Windows, vooral bedoeld om op een veilige manier toegang te geven tot webservers en andere servers. Het kan ook dienen als eindpunt voor VPN-verbindingen en internettoegang verlenen aan client-systemen in bedrijfsnetwerken.
ISA 2000 en 2004 zijn tevens onderdeel van de Premium Edition van Microsoft Small Business Server.
In 2010 lanceerde Microsoft de nieuwe versie van ISA Server onder een nieuwe naam: Microsoft Forefront Threat Management Gateway 2010. Daarmee is de naam ISA Server komen te vervallen.

## Tijdlijn
| Datum            | Versie                                             |
| ---------------- | -------------------------------------------------- |
| 9 juni 2010      | Microsoft Forefront Threat Management Gateway 2010 |
| 9 juni 2006      | ISA Server 2006                                    |
| 8 september 2004 | ISA Server 2004                                    |
| 18 maart 2000    | ISA Server 2000                                    |
| 1999             | Proxy Server 2.0                                   |
| januari 1997     | Proxy Server 1.0                                   |